# Tyrictaca antiphanopa
Tyrictaca antiphanopa är en fjärilsart som beskrevs av Edward Meyrick 1927. Tyrictaca antiphanopa ingår i släktet Tyrictaca och familjen glasvingar. Inga underarter finns listade i Catalogue of Life.